# Nuria Bover
Nuria Bover es una deportista española que compitió en vela en la clase 470.
Ganó una medalla de bronce en el Campeonato Mundial de 470 de 1990 y una medalla de plata en el Campeonato Europeo de 470 de 1990.

## Palmarés internacional
| \| Campeonato Mundial \| Campeonato Mundial \| Campeonato Mundial \| Campeonato Mundial \| \| Año \| Lugar \| Medalla \| Clase \| \| ------------------ \| --------------------------- \| ------------------ \| ------------------ \| \| 1990 \| Medemblik ( Países Bajos) \| Medalla de bronce \| 470 \| \| Campeonato Europeo \| \| \| \| \| Año \| Lugar \| Medalla \| Clase \| \| 1990 \| Marina di Carrara ( Italia) \| Medalla de plata \| 470 \| |                             |                   |       |
| Campeonato Mundial |                             |                   |       |
| Año | Lugar                       | Medalla           | Clase |
| 1990 | Medemblik ( Países Bajos)   | Medalla de bronce | 470   |
| Campeonato Europeo |                             |                   |       |
| Año | Lugar                       | Medalla           | Clase |
| 1990 | Marina di Carrara ( Italia) | Medalla de plata  | 470   |